# 力の流れ
力の流れとは、材料力学において固体材料内の応力分布を流線のように表示する図示方法である。力の流線、力線とも呼ばれる。

## 性質
力の流れは以下の性質を持つ。
- 固体内部を通る互いに交わらない曲線群である。
- 境界面（材料表面）との関係において、外力を負荷する面とのみ交差し、外力のはたらかない面とは交わらない。
- 流れが平行な所では、流れの方向に向かって応力は変化しない[1]。
- 流れが密となる所、流れが曲がる所では、応力は高くなる[1]。たとえば材料内の円孔周りの応力集中は、力の流線が孔を回避するように曲がり、密になることから説明される。

## 理論的背景
力の流れについて定まった理論的根拠は存在しない。そのため手法がいくつか提案されている。
主応力による説明
光弾性試験による説明光弾性試験を行い、その応力状態に応じた縞模様によって定義される。

### エアリーの応力関数による説明
力の流れで応力状態を知ることができる理論的背景のひとつは、エアリーの応力関数と流れ関数の相似性である。2次元応力状態において、応力関数 φ は重調和関数（∇4φ  = 0）であり、境界上で
{\displaystyle \phi =\mathrm {const} ,\quad {\frac {\partial \phi }{\partial n}}=0}
を満たす。ここで n は境界の法線方向ベクトルである。また応力関数 φ により、単位厚さあたりの合力 p = (px, py) を
{\displaystyle p_{x}={\frac {\partial \phi }{\partial y}},\quad p_{y}=-{\frac {\partial \phi }{\partial x}}}
と書くことができる。
一方、2次元非圧縮性流れに対して、流れ関数 ψ は調和関数（∇2ψ  = 0）であり、境界上で
{\displaystyle {\frac {\partial \psi }{\partial t}}=0,\quad {\frac {\partial \phi }{\partial n}}=0}
を満たす。ここで t は境界の接線方向ベクトルである。また流れ関数 ψ により、速度（流線の接線ベクトル） u = (ux, uy) を
{\displaystyle u_{x}={\frac {\partial \psi }{\partial y}},\quad u_{y}=-{\frac {\partial \psi }{\partial x}}}
と書くことができる。
以上のように、単位厚さあたりの合力 p と速度 u が類似の微分方程式を満たすことから“力”を“流れ”であるかのように扱うことができる。  この方法は厳密には平面応力状態の場合にしか適用できないが、3次元応力状態を定性的に捉えたい場合にも近似的に適用される。